# سوني سينغ
سوني سينغ (18 ديسمبر 1986 - ) هو لاعب كريكت هندي. لعب مع كلكتا نايت رايدرز.

## وصلات خارجية
- سوني سينغ على موقع إي آس بي آن كريك إنفو (الإنجليزية)